# Pavel Nedvěd
Pavel Nedvěd, je upokojeni češki nogometaš, * 30. avgust 1972, Cheb, Češkoslovaška. 
Nedvěd je nekdanji dolgoletni nogometaš Juventusa in češke nogometne reprezentance. Marca 2004 je bil imenovan kot eden od stotih najuspešnejših nogometašev vseh časov.